# It’s Country Time – Welterfolge und neue Songs
It’s Country Time – Welterfolge und neue Songs ist das 42. Extended-Play-Album des österreichischen Schlagersängers Freddy Quinn, das 1987 im Musiklabel Esperanza auf Schallplatte (Nummer 148577) erschien. Das Album konnte sich nicht in den deutschen Albumcharts platzieren. Singleauskopplungen wurden keine produziert.

## Titelliste
Das Album beinhaltet folgende 16 Titel:
Seite 1
1. Older Men Make Better Lovers
2. Oh, Lonesome Me (im Original als Oh Lonesome Me von Don Gibson, 1957[3])
3. Two Places At Once
4. It’s Country Time
5. Yesterday’s Memories
6. Tennessee Teardrops
7. Take Me Home Country Roads (im Original als Take Me Home, Country Roads von John Denver with Fat City, 1971[4])
8. Old Smoky (im Original als On Top Of Old Smokey ein Volkslied[5])

Seite 2
1. Trains Come And Go
2. Jambalaya (im Original als Jambalaya (On The Bayou) von Hank Williams & The Drifting Cowboys, 1952[6])
3. Help Me Make It Through the Night (im Original von Kris Kristofferson, 1970[7])
4. Look What Love Has Done
5. Some Broken Hearts Never Mend (im Original von Don Williams, 1976[8])
6. High Rollin’ Trucker
7. The Wild Side Of Life (im Original als Blue Eyes ein Volkslied[9])
8. Tom Dooley (im Original ein Volkslied[10])